# Patrick Gagné
Patrick Gagné (* 25. srpna 1991) je bývalý kanadský zápasník–judista.

## Sportovní kariéra
S judem začínal ve 4 letech v rodném Baie-Comeau pod vedením svého otce Robina. V 15 letech se přesunul na předměstí Montréalu do Boucherville, kde se připravoval pod vedením Fayçala Bousbiata. V kanadské mužské reprezentaci se pohyboval od roku 2012 v pololehké váze do 66 kg. Do této váhy složitě shazoval při tělesné výšce 180 cm a s přibývajícími lety trpěl vleklými zdravotními problémy. Na olympijskou sezonu 2016 se nezvládl optimálně připravit a na olympijské hry v Riu se nekvalifikoval. V lehké váze do 73 kg se neprosazoval a v roce 2017 předčasně ukončil sportovní kariéru.

### Vítězství
- 2012 - 1x světový pohár (Minsk)
- 2014 - 1x světový pohár (Santiago)
- 2015 - 1x světový pohár (Port Louis)

## Výsledky
| Turnaj                  | 2010           | 2011           | 2012           | 2013           | 2014           | 2015           |
| Turnaj                  | 19             | 20             | 21             | 22             | 23             | 24             |
| Turnaj                  | pololehká váha | pololehká váha | pololehká váha | pololehká váha | pololehká váha | pololehká váha |
| ----------------------- | -------------- | -------------- | -------------- | -------------- | -------------- | -------------- |
| Olympijské hry          |                |                | —              |                |                |                |
| Mistrovství světa       | —              | —              |                | úč.            | úč.            | —              |
| Panamerické hry         |                | —              |                |                |                | —              |
| Panamerické mistrovství | —              | —              | —              | 2.             | 5.             | 7.             |
| MS juniorů              | úč.            |                |                |                |                |                |